# Bauernecho
A Bauernecho egy napilap volt az egykori Német Demokratikus Köztársaságban, a Német Demokratikus Parasztpárt központi sajtóterméke. A lapot 1948-ban alapították, kezdetben hetilapként jelent meg 125 000 példányszámban. Főszerkesztője 1948 és 1989 között Leonhard Helmschrott volt. Az 1989-es rendszerváltás után 1990. augusztus 1-jétől Deutsches Landblatt címen adták ki. Utolsó lapszáma 1992. július 31-én jelent meg.

## Fordítás
Ez a szócikk részben vagy egészben a Bauernecho című német Wikipédia-szócikk fordításán alapul.  Az eredeti cikk szerkesztőit annak laptörténete sorolja fel. Ez a jelzés csupán a megfogalmazás eredetét és a szerzői jogokat jelzi, nem szolgál a cikkben szereplő információk forrásmegjelöléseként.